# Thrypticus viridis
Thrypticus viridis är en tvåvingeart som beskrevs av Octave Parent 1932. Thrypticus viridis ingår i släktet Thrypticus och familjen styltflugor. Inga underarter finns listade i Catalogue of Life.